# Livgarde
En livgarde er en militær enhed, hvis fornemste ret og pligt er at beskytte fyrsten.[kilde mangler]

## Garder i forskellige lande
| Danmark   | Den Kongelige Livgarde |
| Frankrig  | Garde républicaine     |
| Norge     | Førergarden, Norge     |
| Vatikanet | Schweizergarden        |

## Garder
En garder (af fransk garder = beskytte) eller gardist  er en soldat i livgarden.